# Clyzomedus borneensis
Clyzomedus borneensis är en skalbaggsart som beskrevs av Stefan von Breuning 1936. Clyzomedus borneensis ingår i släktet Clyzomedus och familjen långhorningar. Inga underarter finns listade i Catalogue of Life.